# Arquebisbat de Beira
L'arquebisbat de Beira (portuguès: Arquidiocese de Beira; llatí: Archidioecesis Beirensis) és una seu metropolitana de l'Església catòlica. El 2012 tenia 847.000 batejats sobre 1.525.000 habitants. L'arquebisbe actual és Claudio Dalla Zuanna, S.C.I.

## Territori
L'arxidiòcesi comprèn tota la província de Sofala a Moçambic. La seu arquebisbat es troba a la ciutat de Beira, on s'hi troba la Catedral de Nossa Senhora do Rosário. El territori se subdivideix en 46 parròquies.

## Història
La diòcesi de Beira fou erigida el 4 de setembre de 1940 amb la butlla Sollemnibus Conventionibus del papa Pius XII, amb territori desmembrat de la Prelatura territorial de Moçambic. La mateixa prelatura territorial de Moçambic va ser elevada a arxidiòcesi amb el nom d'Arxidiòcesi de Lourenço Marques (avui arquebisbat de Maputo) i la diòcesi de Beira es va convertir en sufragània.
El 6 d'octubre de 1954 i el 6 de maig de 1962 va cedir porcions del seu territori per a la creació, respectivament, del bisbat de Quelimane i del bisbat de Tete.
El 4 de juny de 1984 fou elevada al rang d'arxidiòcesi metropolitana amb la butlla Quo efficacius de Joan Pau II.
El 19 de novembre de 1990 va cedir una part del seu territori per a la creació del bisbat de Chimoio.

## Cronologia de bisbes
- Sebastiano Soares de Resende † (21 abril 1943 - 25 gener 1967 mort)
- Manuel Ferreira Cabral † (3 juliol 1967 - 1 juliol 1971 dimitit)
- Altino Ribeiro de Santana † (19 febrer 1972 - 27 febrer 1973 mort)
- Ernesto Gonçalves Costa, O.F.M. † (23 desembre 1974 - 3 desembre 1976 dimitit)
- Jaime Pedro Gonçalves † (3 desembre 1976 - 14 gener 2012 retirat)
- João Carlos Hatoa Nunes (14 gener 2012 - 29 juny 2012) (administrador apostòlic)
- Claudio Dalla Zuanna, S.C.I., de 29 juny 2012

## Estadístiques
A finals del 2013, la diòcesi tenia 847.000 batejats sobre una població de 1.525.000 persones, equivalent al 55,5% del total.
| any  | població | població  | població | sacerdots | sacerdots       | sacerdots       | sacerdots             | diaques | religiosos | religiosos | parròquies |
| ---- | -------- | --------- | -------- | --------- | --------------- | --------------- | --------------------- | ------- | ---------- | ---------- | ---------- |
| any  | batejats | total     | %        | total     | clergat secular | clergat regular | batejats por sacerdot | diaques | homes      | dones      |            |
| 1950 | 47.752   | 1.922.596 | 2,5      | 75        | 10              | 65              | 636                   |         | 29         | 65         |            |
| 1958 | 90.473   | 1.105.060 | 8,2      | 88        | 7               | 81              | 1.028                 |         |            |            | 33         |
| 1970 | 127.768  | 940.789   | 13,6     | 84        | 11              | 73              | 1.521                 |         | 106        | 173        | 16         |
| 1980 | 90.000   | 924.000   | 9,7      | 29        | 1               | 28              | 3.103                 |         | 34         | 53         | 32         |
| 1988 | 96.800   | 1.826.000 | 5,3      | 25        | 3               | 22              | 3.872                 |         | 28         | 78         | 33         |
| 1999 | 169.621  | 1.317.000 | 12,9     | 42        | 6               | 36              | 4.038                 |         | 54         | 114        | 19         |
| 2000 | 262.236  | 1.346.000 | 19,5     | 42        | 10              | 32              | 6.243                 |         | 48         | 112        | 23         |
| 2001 | 702.960  | 1.289.390 | 54,5     | 44        | 12              | 32              | 15.976                |         | 48         | 102        | 23         |
| 2002 | 794.890  | 1.289.390 | 61,6     | 51        | 16              | 35              | 15.586                |         | 47         | 93         | 22         |
| 2003 | 778.746  | 1.328.604 | 58,6     | 60        | 16              | 44              | 12.979                |         | 58         | 100        | 26         |
| 2004 | 755.300  | 1.289.390 | 58,6     | 69        | 22              | 47              | 10.946                |         | 61         | 102        | 26         |
| 2006 | 783.000  | 1.336.000 | 58,6     | 69        | 21              | 48              | 11.347                |         | 64         | 99         | 33         |
| 2012 | 847.000  | 1.525.000 | 55,5     | 67        | 34              | 33              | 12.641                |         | 58         | 73         | 46         |